# Le Régiment de Maisonneuve
Pour les articles homonymes, voir Maisonneuve.
Le Régiment de Maisonneuve (R de MAIS) est un régiment d'infanterie de la Première réserve de l'Armée canadienne. Il fait partie du 34e Groupe-brigade du Canada au sein de la 2e Division du Canada et est stationné à Montréal au Québec.
L'unité a été créée en 1880 sous le nom de « 85th Battalion of Infantry », littéralement le « 85e Bataillon d'infanterie ». Le bataillon devint un régiment en 1900 en adoptant le nom de « 85th Regiment », c'est-à-dire le « 85e Régiment ». Il adopta son nom actuel en 1920.
En plus de sa propre histoire, le Régiment de Maisonneuve perpétue l'héritage de deux bataillons du Corps expéditionnaire canadien (CEC) de la Première Guerre mondiale, les 41e et 206e Bataillon outre-mer, CEC.
Récipiendaire, en 2005, de la Médaille de l'Assemblée nationale.

## Rôle et organisation

Insigne distinctif de la 2e Division du Canada

Le Régiment de Maisonneuve est un régiment d'infanterie légère d'un seul bataillon stationné à Montréal au Québec. Il fait partie du 34e Groupe-brigade du Canada, un groupe-brigade de la Première réserve de l'Armée canadienne qui fait lui-même partie de la 2e Division du Canada. Le commandant actuel du régiment est le lieutenant-colonel Marc-André Meunier depuis le 24 mai 2020.
Tout comme c'est le cas pour les autres unités de la Première réserve de l'Armée canadienne, le rôle du Régiment de Maisonneuve est de former des soldats travaillant à temps partiel afin de servir de renfort lors des opérations des Forces armées canadiennes ainsi que d'être prêts pour le service actif pour appuyer les autorités civiles lors de catastrophes naturelles dans la région locale.

## Histoire

### Création et premiers conflits
L'unité a été créée le 4 juin 1880 à Montréal au Québec en tant qu'un bataillon d'infanterie nommé « 85th Battalion of Infantry » par le lieutenant-colonel Julien Brosseau[réf. nécessaire]. Le 8 mai 1900, le bataillon devint un régiment en étant renommé en « 85th Regiment ». Le 29 mars 1920, le régiment adopta son nom actuel, c'est-à-dire « Le Régiment de Maisonneuve », rappelant le nom du fondateur de Montréal, Paul Chomedey de Maisonneuve.

### Première Guerre Mondiale
En somme Le Régiment de Maisonneuve recruta 1 286 soldats pour la Première Guerre mondiale dont 524 servirent en France et 122 au Royaume-Uni.[réf. nécessaire] En effet, les recrues furent dispersées dans une centaine d'unités distinctes du Corps expéditionnaire canadien. Bien qu'il soit impossible de retracer toutes les unités qui ont reçu des recrues du Régiment de Maisonneuve, celles qui en ont reçu le plus sont, en ordre décroissant, le 22e, le 14e, le 24e, le 5th Canadian nMounted Rifles, le Princess Patricia Canadian Light Infantry. De plus, plusieurs servirent de renforts au 41e, 57e, 69e, 150e, 163e, 178e, 189e et 258e en Angleterre.[réf. nécessaire] Au total, en Europe, le régiment compte 102 morts et 198 blessés officiers, sous-officiers et soldats confondus.[réf. nécessaire]

### Seconde Guerre mondiale

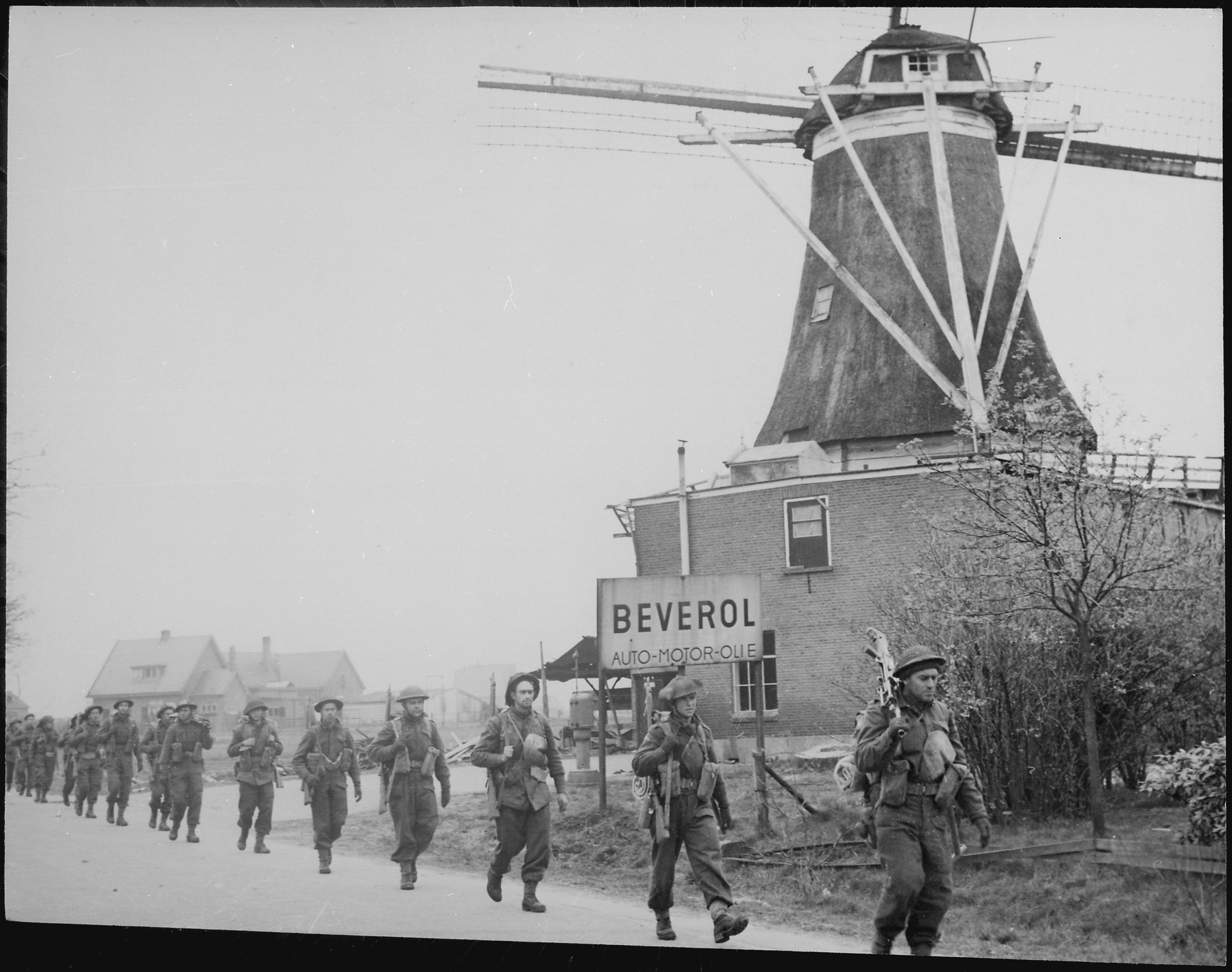
Des membres du Régiment de Maisonneuve marchant à Holten en direction de Rijssen aux Pays-Bas le 9 avril 1945

Le Canada déclara la guerre à l'Allemagne le 10 septembre 1939 après que cette dernière eut envahi la Pologne. Le Régiment de Maissonneuve fut la première unité canadienne à remplir ses objectifs de volontaires pour le service en Europe.[réf. nécessaire]
En effet, dès le 1er septembre 1939, Le Régiment de Maisonneuve mobilisa un bataillon pour le service actif. Le 7 novembre 1940, celui-ci devint le 1er Bataillon tandis que le bataillon de réserve devint le 2e Bataillon. Le 1er Bataillon s'embarqua pour la Grande-Bretagne le 24 août 1940 où il s'entraina jusqu'à son débarquement en France le 7 juillet 1944 au sein de la 5e Brigade d'infanterie canadienne de la 2e Division d'infanterie canadienne. Le 19 août 1942, il a servi de réserve lors du raid de Dieppe au cours duquel le Canada subit 3 367 pertes, dont 907 morts, 586 blessés et 1 874 prisonniers.[réf. nécessaire] En fait, il combattit dans le Nord-Ouest de l'Europe jusqu'à la fin du conflit.
Le 12 mai 1942, Le Régiment de Maisonneuve mobilisa un autre bataillon, le 3e Bataillon, pour le service actif. Celui-ci a servi au Canada au sein de la 21e Brigade d'infanterie canadienne de la 8e Division canadienne qui servait à fournir de la protection territoriale. Il fut dissous le 15 octobre 1943.
Le 15 décembre 1945, le 1er Bataillon fut dissous et le régiment redevint alors une unité d'un seul bataillon de réserve.

### Histoire récente
En 1962, la ville de Montréal accorde le droit de cité au Régiment de Maisonneuve[réf. nécessaire].
Le régiment s'est vu décerner, lors d'une cérémonie de droit de cité, le titre officiel de « régiment affilié à la ville de Montréal ».[réf. nécessaire]

## Honneurs de bataille
Les honneurs de bataille sont le droit donné par la Couronne au régiment d'apposer sur ses couleurs les noms des batailles ou des conflits dans lesquels il s'est illustré. Au cours de son histoire, le Régiment de Maisonneuve et les unités qu'il perpétue ont reçu un total de 27 honneurs de bataille.
| Première Guerre mondiale          | Première Guerre mondiale             |
| --------------------------------- | ------------------------------------ |
| Mont-Sorrel                       | Somme, 1916                          |
| Arras, 1917                       | Côte 70                              |
| Ypres, 1917                       | Amiens                               |
| Seconde Guerre mondiale           |                                      |
| Crête de Bourguébus               | Faubourg de Vaucelles                |
| Maltot                            | Crête de Verrières-Tilly-la-campagne |
| Falaise                           | Route de Falaise                     |
| Forêt de la Londe                 | Dunkerque, 1944                      |
| Canal d'Anvers-Turnhout           | L'Escaut                             |
| Woensdrecht                       | Beveland-Sud                         |
| Chaussée de Walcheren             | La Rhénanie                          |
| La Hochwald                       | Xanten                               |
| Groningue                         | Oldenburg                            |
| Nord-Ouest de l'Europe, 1944-1945 | La Hochwald                          |
| Guerre d'Afghanistan              |                                      |
| Afghanistan                       |                                      |

## Traditions et patrimoine
Les traditions et les symboles du Régiment de Maisonneuve sont les éléments essentiels à l'identité régimentaire. Le symbole le plus important est l'insigne du régiment qui est composé de l'écu de Paul Chomedey de Maisonneuve sur fond de sable entouré d'un anneau de gueules portant le nom du régiment en lettres majuscules d'argent brochant sur une fleur de lis également d'argent qui est sommée de la couronne royale au naturel et accostée de deux branches de feuilles d'érable d'or qui sont chargées en pointe d'un listel d'azur portant la devise du régiment, « Bon cœur et bon bras », en lettres majuscules d'or.
Un autre élément important de l'identité d'un régiment est les marches régimentaires. Celle du Régiment de Maisonneuve est « Sambre et Meuse »
En 1940, Le Régiment de Maisonneuve est jumelé avec le King's Shropshire Light Infantry (en) de la British Army[réf. nécessaire] qui a été amalgamé, en 2007, pour devenir The Rifles[réf. nécessaire]. En 1994, il est jumelé avec le NCSM Montréal[réf. nécessaire].